# II wyprawa ludowa
II wyprawa ludowa – krucjata ludności Europy Zachodniej do Ziemi Świętej z 1147 roku. 
Krucjata ludowa z 1147 roku sformowała się pod wpływem kazań i wystąpień współpracowników cysterskiego mnicha Bernarda z Clairvaux. Była przedsięwzięciem niezależnym, zorganizowanym obok II wyprawy krzyżowej królów  Francji Ludwika VII i Niemiec Konrada III. Złożona była z drobnego rycerstwa i ludzi skromnego stanu pochodzących z: Anglii, Szkocji, Normandii, Flandrii, Niemiec i Fryzji. Siły krzyżowców liczyły około 13 000 ludzi, a na ich czele stał konetabl Suffolk, Henry Glanville.
Krucjata wyruszyła do Palestyny z angielskiego portu Dartmouth drogą morską w maju 1147 roku. W czerwcu 1147 roku dotarła do ujścia iberyjskiej rzeki Duero skąd planowano zorganizować krótką pielgrzymkę do Santiago de Compostela przed wyruszeniem w dalszy rejs. Krzyżowcy zostali jednak zatrzymani na wybrzeżu przez wysłanników króla Portugalii, Alfonsa I. Pod wpływem zabiegów biskupa Porto Pedro Pitõesa krzyżowcy zdecydowali się do udziału w rekonkwiście i walce po stronie dynastii burgundzkiej w wojnie z muzułmańską dynastią Almorawidów. 
Od czerwca do października uczestnicy wyprawy brali udział w oblężeniu, a następnie zdobyciu Lizbony. Pod koniec 1147 roku większa część członków armii krzyżowców zrezygnowała z dalszej podróży na wschód, uznając udział w rekonkwiście za wypełnienie swoich ślubów. Krzyżowcy, którzy osiadli na terenie Portugalii otrzymali od jej króla dobra ziemskie. 
Niewielka grupa uczestników II wyprawy ludowej, która nie zdecydowała się pozostać na Półwyspie Iberyjskim kontynuowała krucjatę do Ziemi Świętej i dotarła na Bliski Wschód. Oddział ten zasilił później II wyprawę krzyżową i wojska Królestwa Jerozolimskiego.